# Парк Слави (Каховка)
Парк Слави — парк у місті Каховка Херсонської області. Початково парк насадила у 1922 році піонерська організація Каховки та вирішила взяти шефство над цим місцем, і щоб увічнити пам'ять героїв, загиблих на Каховському плацдармі.
Перша назва його була «Піонерський парк».
У 1929 році місце, де були поховання, зрівняли, і на братській могилі поставили обеліск, на якому меморіальна дошка з написом: «Тут поховані воїни Червоної Армії, полеглих смертю хоробрих в 1920 році, в період розгрому ставленика Атланти — Врангеля».
Після звільнення Каховки в листопаді 1943 року, в Піонерському парку встановлено дерев'яний обеліск над братською могилою танкістів, які загинули, звільняючи місто. Був такий напис «Тут поховані воїни-танкісти Кантемирівської дивізії». В результаті пошукової роботи, з'ясовано, що кантемирівців у Каховці ніколи не було.
У боях за Каховку брали участь воїни 25-го гвардійського полку. В результаті цієї пошукової роботи дерев'яний обеліск поступився місцем в 1970 році красивій стелі. На ній зображені поранені, вмираючі, але нескорені танкісти … Нижче напис: «Тут поховані танкісти 25-го гвардійського полку 2-го механізованого корпусу, загиблі в боях за Каховку в жовтні 1943 року … Вічна пам'ять героям!»
Згодом на своїх зборах школярі вирішили — місту необхідний на постаменті радянський танк, один з тих, які першими увірвалися в місто в листопаді 1943 року. І вже в травні 1976 року тисячі каховчан прийшли в Піонерський парк на урочисте відкриття пам'ятника-танка з написом на пам'ятній дошці «Воїнам-визволителям — вдячні каховчани».
У 1950—1960 роки на території парку працювала ВДНГ міста та району, діяли басейни, ставки для показу продукції рибної галузі.
За рішенням 65 сесії від 28.04.2010 № 1053/65 «Про найменування об'єтів благоустрою та встановлення пам'ятних знаків» «Піонерський парк» перейменовано в «Парк Слави».